# Відкрите співробітництво
Відкрите співробітництво - це певна модель співробітництва, нововведень і виробництва. Відкрите співробітництво лежить в основі Peer Production, масового співробітництва і Вікіноміки. Найяскравіше ця модель себе проявила в галузі відкритого програмного забезпечення, але існують і інші приклади, як приміром вебфоруми, списки розсилки а також інтернет-спільноти. Також існує думка, що відкрите співробітництво - це керівний принцип, який лежить в основі широкої палітри починань, серед яких: bitcoin, TEDx і Вікіпедія.

## Визначення
У одній із публікацій 2009 року Riehle et al. визначає відкрите співробітництво, як таке, що ґрунтується на трьох принципах: егалітаризму, меритократії та самоорганізації. В документі від 2013 року Левін і Притула визначають відкрите співробітництво, як "будь-яка система інновацій або виробництва з goal-oriented але слабко скоординованими учасниками, які взаємодіють щоб створювати продукт (або послугу), яку вони роблять доступною для тих, хто брав участь у виробництві і не брав" . Під це визначення потрапляє багато прикладів, в основі яких лежать спільні принципи. Наприклад, усі елементи — товари, що мають економічну цінність, відкритий доступ до внеску та споживання, взаємодія та обмін, цілеспрямована, але слабо скоординована робота — присутні в проекті програмного забезпечення з відкритим кодом, у Вікіпедії, на форумі чи спільноті користувачів. Вони також можуть бути присутніми на комерційному веб-сайті, який базується на контенті, створеному користувачами. У всіх цих випадках відкритого співробітництва будь-хто може зробити свій внесок і будь-хто може вільно взяти участь у плодах обміну, які створюються взаємодіючими учасниками, які слабо координуються.

## Історія
Відкрите співробітництво є принципом, що лежить в основі однорівневого виробництва  і масового співробітництва. Спочатку це спостерігалося в програмному забезпеченні з відкритим вихідним кодом, і було популяризовано маніфестом GNU Річарда Столмана. Відтоді його також можна знайти в багатьох інших випадках, наприклад, на інтернет-форумах, у списках розсилки, в Інтернет-спільнотах і в багатьох випадках відкритого контенту, наприклад, у Creative Commons. Це також пояснює деякі випадки краудсорсингу, спільного споживання та відкритих інновацій.

## Академія
Щорічна конференція, що присвячена дослідженням і практиці в галузі відкритого співробітництва, має назву the International Symposium on Open Collaboration (OpenSym, колишня WikiSym). На своєму сайті вони визначають відкрите співробітництво, як "егалітарне (кожен може взяти участь, не існує жодних принципових або штучних бар'єрів для вступу), меритократичне (рішення та статус базуються на заслугах, а не нав'язуються) і самоорганізоване (процеси підлаштовуються під людей, а не люди під наперед визначені процеси)".